# Gare d'Ighzer Amokrane
La gare d'Ighzer Amokrane est une gare ferroviaire algérienne située sur le territoire de la commune d'Ouzellaguen, dans la wilaya de Béjaïa.

## Situation ferroviaire
La gare d'Ighzer Amokrane est située dans le sud-est de la commune d'Ouzellaguen, sur la ligne de Beni Mansour à Béjaïa, où elle est précédée de la gare d'Azib Ben Ali et suivie de celle de Takrietz-Seddouk.

## Service des voyageurs

### Desserte
La gare d'Ighzer Amokrane est desservie par les trains régionaux des liaisons Alger - Béjaïa et Beni Mansour - Béjaïa.